# Kitāb-e Dīārbakrīya
Kitāb-e Dīārbakrīya (perzijsko كتاب دياربكرية, turkmensko Kitaby Diýarbekriýe) je knjiga o zgodovini turkmenskih oguških  dinastij Ak Kojunlu in Kara Kojunlu v Perziji. Knjiga se šteje za najpomembnejši primarni vir o zgodovini obeh dinastij. Avtor knjige je Abu Bakr Tehrani (ابوبکر هرانی). Napisana je bila v letih 1469-1478 (857-883 po hidžri).

## Avtor
Abu Bakr Tehrani je bil zgodovinar in uradnik na dvoru Ak Kojunluja in ak kojunluških dinastij. Eini podatek o njem izvira iz njegove avtobiografije v tej knjigi. Sam se predstavlja kot Abu Bakr al-Tehrani al-Esfahani (ابوبکر الطهرانی الاصفهانی).

## Pomen knjige
Ketāb-e Dīārbakrīya je edini neodvisni primarni vir o turkmenskih dinastijah Ak Kojunlu n Kara Kojunlu. Perzijski zgodovinar Mohamed Hvandamir je vedel, da knjiga obstaja, vendar je ni uporabil v svojih delih. Po mnenju Faruka Sümerja edinstven rokopis te knjige vsebuje podatke za obdobje okoli leta 876 po hidžri in je nepopoln.

## Sklic
1. ↑  Quiring-Zoche, R. "AQ QOYUNLŪ". www.iranicaonline.org. Encyclopaedia Iranica. Pridobljeno 20. februarja 2017.

## Vir
Langaroodi, Reza Rezazadeh; Cooper, John (2015). "Abū Bakr Ṭihrānī". V Madelung, Wilferd; Daftary, Farhad (ur.). Encyclopaedia Islamica Online. Brill Online. ISSN 1875-9831.